# Mahmoud Hosseini Zad

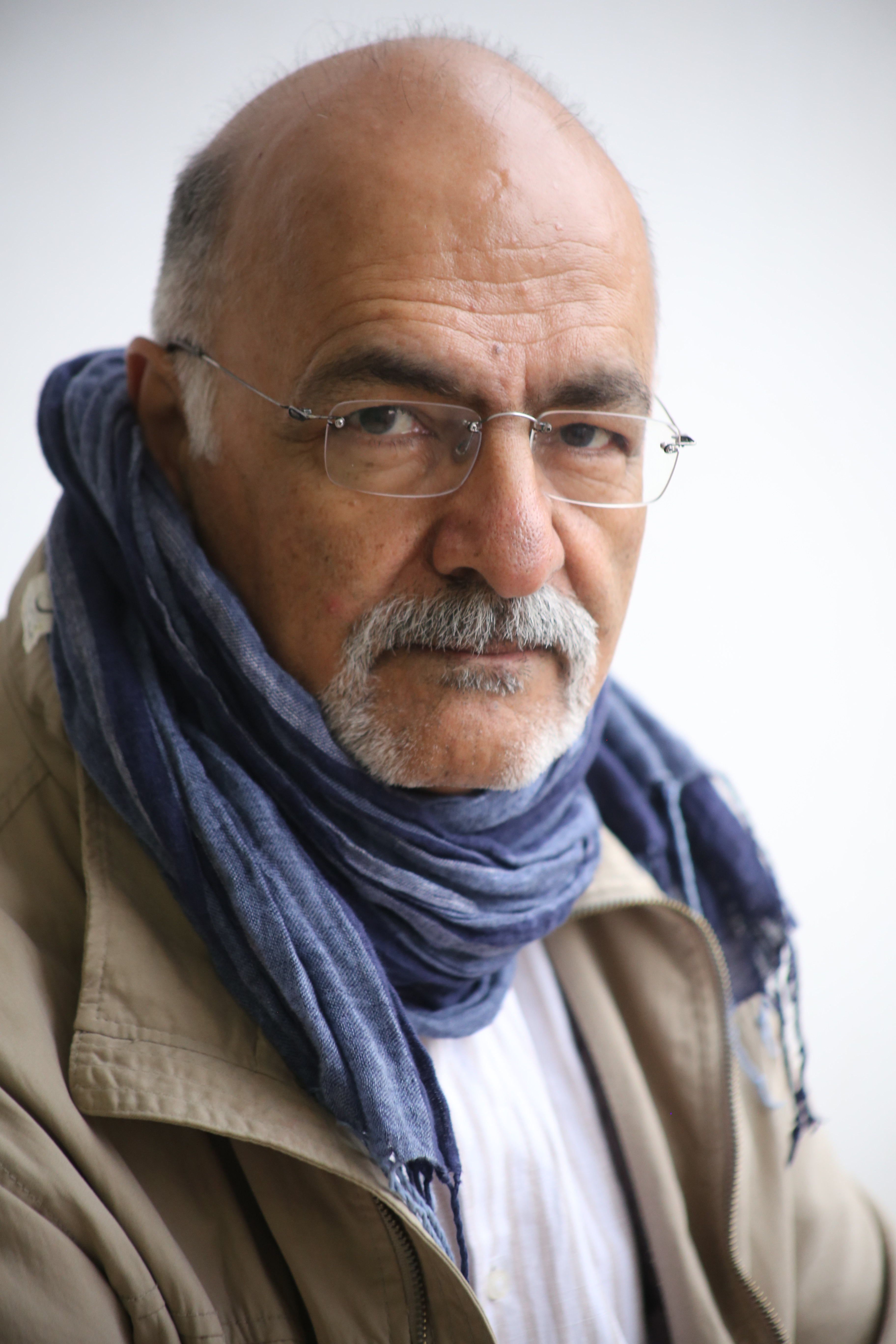
Mahmoud Hosseini Zad

Mahmoud Hosseini Zad (anhörenⓘ persisch محمود حسینی زاد, mæhmud ɛ hosɛjnizɑd‎; * 8. April 1946 in Firūzkuh) ist ein iranischer Übersetzer zeitgenössischer deutschsprachiger Literatur ins Persische. Er ist auch Schriftsteller, Dolmetscher, Literatur-Jurymitglied und Dozent. Er gilt im Iran als der bedeutendste Übersetzer deutschsprachiger Literatur.

## Leben
Als Hosseini Zad 20 Jahre alt war, ging er zuerst nach Österreich, und später München, um an der Ludwig-Maximilians-Universität zu studieren, und schloss das Studium der Politikwissenschaft 1974 mit Diplom ab. Als er in den Iran zurückkam, fing er an, für den staatlichen Rundfunk der Islamischen Republik Iran (IRIB) zu arbeiten. Gleichzeitig war er Dozent für deutsche Sprache und Literatur an der Universität Teheran, der Azad-Universität und der Tarbiat-Modarres-Universität. Schon als Student in München hatte er angefangen, deutschsprachige Literatur ins Persische zu übersetzen, die Tätigkeit setzte er in Iran fort und übersetzte Theaterstücke von Brecht, sowie Romane von Dürrenmatt ins Persische.  Seit Anfang des 21. Jahrhunderts übersetzt er fast ausschließlich die deutschsprachige Gegenwartsliteratur.  Für seine Übersetzungen,  die in vielen Auflagen veröffentlicht werden, ist er ausgezeichnet worden. Er schrieb auch zwei Theaterstücke, die Preise gewannen. Dank seiner Bestrebung sind die Werke von Judith Hermann, Ingo Schulze, Uwe Timm, Peter Stamm, Urs Widmer,  vielen iranischen Lesern zugänglich. Sein Engagement für Literatur und sein Interesse für Theater und Film macht ihn zu einem hervorragenden kulturellen Vermittler.
Nach seinem Roman „Zwanzig tödliche Wunden“ wurde 2021 die TV-Serie Mortal Wound gedreht.

## Bei der Diskussionsrunde im Centre Dürrenmatt Neuchâtel

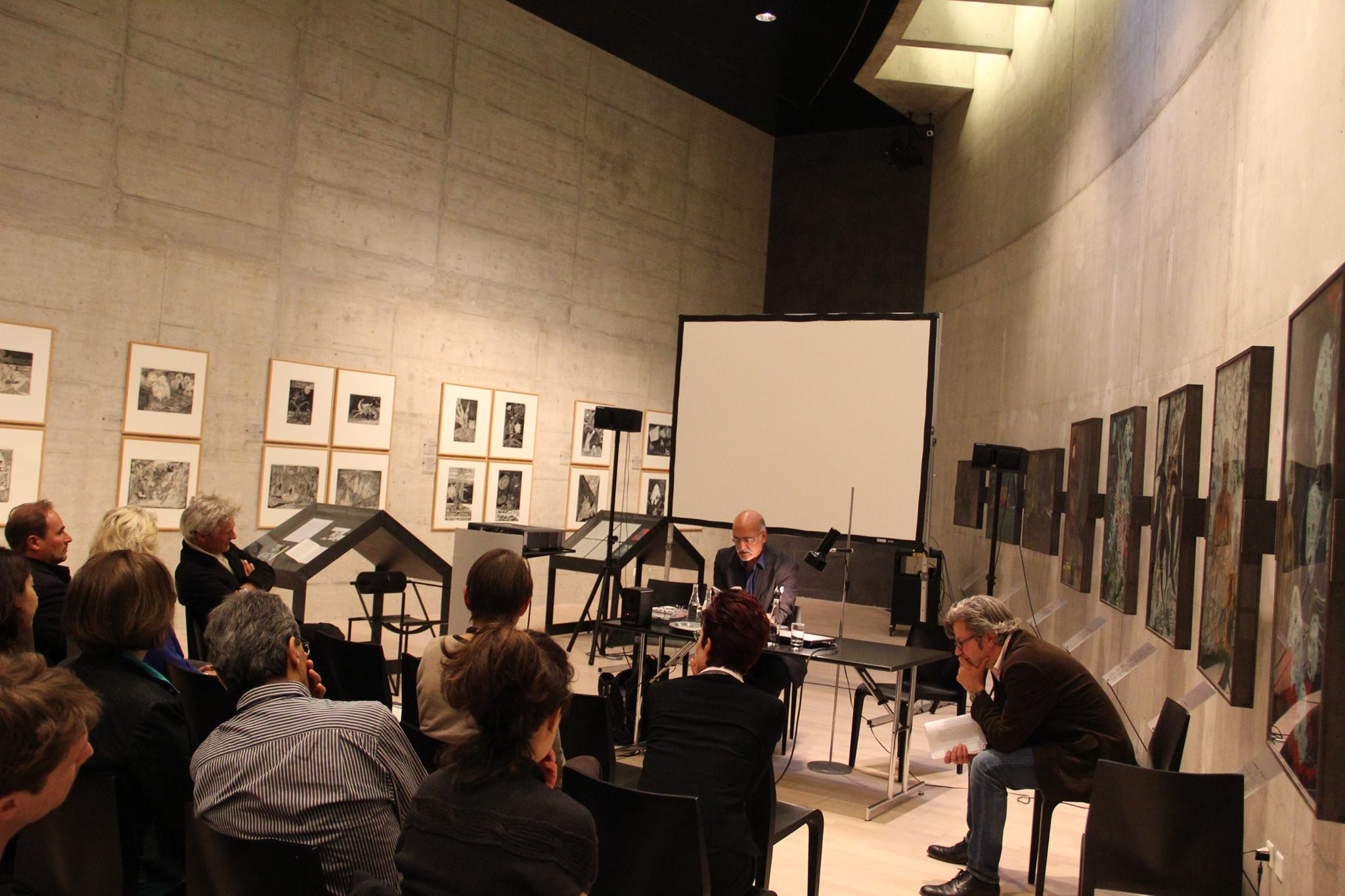
Mahmoud Hosseini Zad bei der Diskussionsrunde im Centre Dürrenmatt Neuchâtel

Im April 2015 veranstaltete das Centre Dürrenmatt Neuchâtel Im Rahmen des Printemps Culturel eine Lesung und Diskussionsrunde mit Mahmoud Hosseini Zad. Er sprach über die Rezeption von Friedrich Dürrenmatt im Iran, sein Engagement als Übersetzer und las aus seinen Übersetzungen. Er sagte in einem Interview mit dem Schweizer Radio und Fernsehen über die Werke Dürrenmatts im Iran:

«Dürrenmatt ist bei uns eigentlich sehr bekannt und beliebt als pessimistischer Philosoph, der einen ironischen bitteren Blick auf das Leben hat.... die iranische Regierung hat doch dieses Talent alles ihren eigenen Art zu interpretieren. Sie liest ihn etwa so: In Dürrenmatt sieht sie ein Kritiker des westlichen Kapitalismus, besonders wenn er über die Atombombe schreibt. Dürrenmatt kritisiert die des Westens. Regierung und Zensurbehörde verstehen Dürrenmatts Werk demnach als eine Kritik am Westen, als Kapitalismuskritik....Diese Böse und Kampf gegen die Bösen. Das sind Themen von Dürrenmatt. Mensch und Geschichte und Philosophie. Das ist bei Dürrenmatt, aber bei uns ist wirklich ein Bild von Dürrenmatt geprägt worden, das mehr philosophisch ist. Die Iraner lieben Philosophie»

Über die Zensur im Iran sagte Hosseini Zad:

„Man weiß nicht die Zensurschranken im Iran. Es ist leider bei uns diese Zensurbehörde oder gesagene Kontrolbehörde. Sie geben überhaupt kein Katalog oder eine Liste darüber, was man als übersetzer darf oder nicht darf. Durch diese Kontrolle haben sie selbst keine Kontrolle.... Wenn Sie ein Buch zur Kontrolbehörde bringen, wissen Sie nicht, ob es erlaubt ist oder nicht. Zum Beispiel die Wörter mit Sexualität oder Erotik. Die sehen ganz komisch aus, aber sie kommen auf den ersten Platz, dann kommen die politische Wörter. Danach kommen die Wörter über Alkoholgetränke.“

In einem Interview mit dem Deutschlandfunk Kultur erwähnte er eine Art der Öffnung in der Zensur in der Rouhani-Zeit:

„Also ich kann schon ein Beispiel sagen: Der Verlag, bei dem ich meine Übersetzungen herausgebe, hat zum Beispiel 70 Bücher, die verboten waren in der Ahmadinedschad-Zeit …, aber meine letzte Information, die Zahl hat sich reduziert auf zehn ungefähr oder 13. Es ist eine gewisse Öffnung da, ja.“

Über die kulturellen Entwicklungen nach Ahmadineschad sagte er:

„Es gibt schon Bewegungen. Ein einfaches Beispiel ist es, dass der Verlag meiner Übersetzungen in der Regime von Ahmadinedschad 17 total verbotene Werke hatte. Sie bekamen überhaupt keine Publikationsgenehmigung, aber jetzt gibt es gewisse Freiheit und Hoffnung, aber noch eine Lücke ist da und wir hoffen alle, dass sie bald beseitigt wird.“

## Übersetzungen
- Judith Hermann: Daheim, Übersetzungstitel: Khane, Teheran, 2023, Verlag Ofoq
- Friedrich Dürrenmatt: Der Pensionierte, Übersetzungstitel: Bazneschasteh , Teheran, 2021, Verlag Borj
- Friedrich Dürrenmatt: Justiz, Übersetzungstitel : Edalaat, Teheran, 2020, Verlag Borj.
- Falk Richter: Fear, Übersetzungstitel : Harass , Teheran, 2021, Verlag Nimaj
- Heiner Müller: Philloktet , Übersetzungstitel : Filiktet, Teheran, 2021, Verlag Nimaj
- Jean Genet: Les Nègres Bühnenwerk, (neu bearbeitete Übersetzung), Übersetzungstitel: Siabarzangiha, Teheran, 2017
- Judith Hermann: Aller Liebe Anfang Roman, Übersetzungstitel: Awwal e Ascheghi, Teheran, 2016, Verlag Ofoq
- R.W. Fassbinder: Nur für ein Stück Brot, Übersetzungstitel : Baray yek Tekkeh Nan, Teheran, Nilaverlag, 2016
- Gerrit Wustmann: Grüngewandt Gedichte- erschien zweisprachig, Übersetzungstitel: Sabzpusch, Bremen, 2014
- Urs  Widmer: Herr Adamson, Übersetzungstitel: Agha ye Adamson, 2014, Verlag Ofoq
- Ingo Schulze: Handy. Übersetzungstitel: Mobayl, 2014
- Judith Hermann; Emine Sevgi Özdamar; Bernhard Schlink; Ingo Schulze; Peter Stamm: Kurzgeschichten aus verschiedenen Werken, Übersetzungstitel: Asseman-e chis (Der nasse Himmel), Teheran, 2012
- Judith Hermann: Alice. Übersetzungstitel: Alice, Teheran, 2009
- Hans-Werner Kroesinger: Nach Hause kommen, Übersetzungstitel: Bazgascht be watan, Teheran, 2009
- Peter Stamm: Agnes. Übersetzungstitel: Agnes, Teheran, 2009
- Uwe Timm: Am Beispiel meines Bruders. Übersetzungstitel: Massalan baradaram, Teheran, 2008
- Friedrich Dürrenmatt: Das Versprechen. Übersetzungstitel: Ghol, Teheran, 2008
- Judith Hermann, Kurzgeschichten aus Sommerhaus später und Nichts als Gespenster, Übersetzungstitel: In suy-e rudchane (Diesseits des Flusses), Teheran, 2007
- Friedrich Dürrenmatt: Der Verdacht. Übersetzungstitel: Su-e zan, Teheran, 2006
- Hartmut Lange: Italienische Novellen, Übersetzungstitel: Hemayat az hitsch, Teheran, 2005
- Sibylle Berg; Julia Franck; Judith Hermann; Ingo Schulze: Kurzgeschichten aus den verschiedenen Werken, Übersetzungstitel: Gozaran-e ruz (Tagesablauf), Teheran, 2005
- Heinrich Böll; Peter Handke; Franz Kafka; Hermann Kant; Thomas Mann; Christoph Meckel u. a., Kurzgeschichten, Übersetzungstitel: Maghbaredar o marg (Der Tod und der Gruftwächter), Teheran, 2005
- Albert Ostermaier: Erreger, Übersetzungstitel: Wirus, Teheran, 2005
- Bertolt Brecht: Baal, Übersetzungstitel: Baal, Teheran, 2001
- Bertolt Brecht: Im Dickicht der Städte. Übersetzungstitel: Dar Dschangel e schahr, Teheran, 2001
- Bertolt Brecht: Trommeln in der Nacht. Übersetzungstitel: Seday-e tabl dar schab, Teheran, 2001
- Friedrich Dürrenmatt: Der Richter und sein Henker. Übersetzungstitel: Ghazi o Dschalladasch, Teheran, 1991, revidierte Auflage 2006
- Bertolt Brecht: Einakter. Übersetzungstitel: Tak pardeiha, Teheran, 1979
- Genet, Jean: Die Neger, (übersetzt aus der deutschen Fassung), Übersetzungstitel: Siahaan , Teheran, Verlag Tut , 1979,
- Maxim Gorki: Über Kinderliteratur. Aufsätze und Äußerungen, Übersetzungstitel: Darbare-ye Adabiyat-e Kudakan, Teheran, 1978

## Werke
- Bist zachm-e kari (Mit zwanzig tödlichen Wunden), Roman, Teheran, 2016
- Sarasch ra gozascht ruy-e Felez-e sard – az Koschtan o Raftan (Er legte den Kopf auf das kalte Metall – von Töten und Verlassen) – Kurzgeschichten, Teheran, 2015
- Asseman, kippe Abr (Der Himmel, voller Wolken) – Kurzgeschichten, Teheran, 2013
- In Barf key amade... (Wann ist dieser Schnee gefallen?) – Kurzgeschichten, Tehran, 2011
- Siahi-e tschasbnak-e Schab (Die bleierne Finsternis der Nacht) – Kurzgeschichten, Tehran, 2005
- Tagarg amad emssal bar San-e Marg (Dieses Jahr hagelte es wie der Tod) – Theaterstück, Teheran, 1997
- Nahade Sar gharibaneh be Diwar (Wie eine Fremde hat sie den Kopf an die Wand gelehnt) – Theaterstück, Teheran, 1996

## Preise und Auszeichnungen
- 2013:  Er wurde zusammen mit Petros Markaris und Naveen Kishore am 28. August in Weimar die Goethe-Medaille verliehen.[11][12]
- 2013: Bei der Umfrage unter iranischen Schriftstellern und Kritikern durch die iranische Kulturzeitschrift Tajrobeh wurde Himmel voller Wolken als das beste Buch des Jahres – in der Kategorie Erzählungen gewählt.
- 2012: Bei der Umfrage unter iranischen Schriftstellern und Kritikern durch die iranische Kulturzeitschrift Tajrobeh  wurde Der nasse Himmel als das beste Buch des Jahres – Kategorie übersetzte Erzählungen gewählt.
- 2012: Die Kurzgeschichten Wann ist dieser Schnee gefallen? mit dem Haft Eghlim-Literaturpreis ausgezeichnet.
- 2010: Die Übersetzung Judith Hermanns Alice bekam den Literaturpreis Es war einmal als die beste Übersetzung des Jahres.